# Parleboscq
Parleboscq est une commune du Sud-Ouest de la France, située au nord-est département des Landes (région Nouvelle-Aquitaine) et limitrophe du département du Gers.
Le patrimoine architectural de la commune comprend sept immeubles protégés au titre des monuments historiques : le château de Lacaze, l’église Notre-Dame de Mauras, l’église Notre-Dame de Sarran, l’église Saint-André de Bouau, l’église Saint-Cricq, l’église Saint-Martin d'Espérous et le moulin à vent de Parlebosq.

## Géographie

### Localisation
À l'extrémité orientale du département des Landes, la commune est limitrophe de celui du Gers et proche de celui de Lot-et-Garonne. Son territoire excepté au nord vers Gabarret et Escalans est enclavé dans le département du Gers. D'où le changement local de dénomination (en D 36) de la D 15 gersoise desservant l'axe orienté de Barbotan-les-Thermes vers Condom sur la Baïse, en passant au-delà de la Gélise, par Castelnau d'Auzan et Montréal-du-Gers.

### Communes limitrophes
Les communes limitrophes sont Castelnau d'Auzan Labarrère, Cazaubon, Eauze, Escalans et Gabarret.
| Gabarret        | Escalans     |                                    |
| Cazaubon (Gers) | Parleboscq   | Castelnau d'Auzan Labarrère (Gers) |
|                 | Eauze (Gers) |                                    |

### Géologie, pédologie et relief
Le paysage consiste en collines, vignes et bois épars contrastant avec la forêt des Landes continue plus à l'ouest. Le point culminant de Parleboscq à moins de 181 mètres d'altitude est justement situé au sud de la commune, sur un relief collinaire de ce plateau au sud-est de La Courrège, légèrement à l'est de la départementale 10. Les axes de circulation, comme la route Départementale 37 entre Saint-Cricq, centre de Parleboscq au nord et Laballe au sud sur la marge occidentale du territoire communal atteignent 166 mètres d'altitude, à hauteur du château de Laballe. Le moulin à vent de ce château était à 168 mètres.
Le support du vaste plateau bas-armagnacais qui se relève vers le sud-est est constitué par des dépôts pliocènes, à base de molasse marine en deux couches, à la base des sables fauves diversement colorés par l'oxyde de fer, sur une quarantaine de mètres de puissance, roche offrant parfois la consistance de grès tendres, enfermant parfois quelques gîtes de molasse coquillère ou marine (débris de calcaire sableux, de falun et de divers grès) et en chapeau, cinq mètres de glaises bigarrées, mélange d'argiles douces au toucher et de sables fins, souvent voilées par du limon jaune. Mais les calcaires et les marnes du Miocène supérieur d'origine lacustre recouvrent ici les plateaux, offrant des terres arables argilo-calcaires, dites "terro hort" en gascon, terrefort en français ou "bouhec" en patois, marquées autrefois par les champs de céréales : ces formations géologiques présentent des nodules de carbonates de chaux solidement agrégés qui expliquent la résistance à la dénudation d'un réseau de massifs allongés offrant des contours irréguliers. La surface tabulaire est ici creusée par de multiples vallées ou vallons, le plus souvent recouverts de dépôts d'alluvions holocènes et marqués autrefois par leurs belles prairies, et dévoilant parfois des terrains éocènes plus anciens. Le calcaire gris, ailleurs associé au faluns de Saint-Avit à l'étage miocène, se retrouve sur les flancs de la vallée de la Gélize.
Les terres alluviennes fertiles des fonds de vallées ou de vallons, à base de sable, d'argiles, de calcaire et à forte proportions d'humus portaient autrefois des prairies. L'essentiel des terres de cultures, sur les bordes ou métairies, sont des boulbènes, dites boubées en gascon, terres silico-argileuses typiques du Bas Armagnac, dépourvues de calcaire, mais marquées par la présence de limons éoliens, fins ou onctueux, jaunâtres ou blanchâtre, à concrétions ferrugineuses. Froides, imperméables et très fortes, elles portent, en dehors de la grande culture qui nécessite souvent des amendements, de beaux vignobles, des bois ou des landes. Les terres purement sablonneuses qui reposent sur les sables fauves, recelant un peu de calcaire au contact des dépôts lacustres et parfois recouvertes superficiellement de fins dépôts diluviens à base d'argiles marquées par des oxydes de fer, sont perméables, peu hygroscopiques et sont facilement marquées par les sècheresses, autrefois terribles en août et septembre. Les terres argileuses sur le support des glaises bigarrées sont, malgré l'apport des fins dépôts diluviens, froides, compactes et imperméables : peu appréciées des cultivateurs, elles étaient soit souvent porteuses de grandes cultures et de vignes malgré leurs médiocres valeurs agricoles avant leurs retour à la friche, et surtout délaissées aux bois et landes.
Sur la carte géologique et agronomique dessinée par Eugène Jacquot en 1873, les terres argileuses se situent préférentiellement sur les sommets au centre et à l'est du territoire communal, elles sont environnées largement par les terres siliceuses, sur des sables vifs, légèrement en contrebas. Les boulbènes ou terres silico-argileuses n'apparaissent que sur sa frange orientale, surtout au sud. Dans les zones plus basses tombant en pente douce vers la Gélise, et dans les vallons latéraux parfois isolés avec leurs pentes raides en remontant vers le nord ou le sud, les étages d'eau douce du miocène, dit de l'Armagnac au niveau supérieure, à faluns au niveau intermédiaire, etc. prennent de l'ampleur au centre est, plus qu'au nord-est de la commune. Ils sont très réduits au sud-est, à l'étage miocène supérieur.

### Hydrographie
Le territoire communal se partage entre les hauts bassins de la Douze et de la Gélize. L'Estampon avec son point haut en amont du marais, au nord-ouest de la commune à la Brouquiche, sous le Bois ou Bos de la Gourgue, ou l'Uby bordant à l'ouest, recevant les eaux des ruisseaux Saint-Cricq et Cabé, mitoyens avec la commune de Cazaubon, sont des affluents droits de la Douze, partant rejoindre l'ancien Midour formant la Midouze à Mont-de-Marsan, prend sa source sur la commune. La sinueuse Gélize, qui recueille du sud au nord les eaux des ruisseaux de Capsec, du Réchou, de l'Arriou Cagne borde son territoire à l'est.

### Climat
Le climat qui caractérise la commune est qualifié, en 2010, de « climat du Bassin du Sud-Ouest », selon la typologie des climats de la France qui compte alors huit grands types de climats en métropole. En 2020, la commune ressort du type « climat océanique altéré » dans la classification établie par Météo-France, qui ne compte désormais, en première approche, que cinq grands types de climats en métropole. Il s’agit d’une zone de transition entre le climat océanique et les climats de montagne et semi-continental. Les écarts de température entre hiver et été augmentent avec l'éloignement de la mer. La pluviométrie est plus faible qu'en bord de mer, sauf aux abords des reliefs.
Les paramètres climatiques qui ont permis d’établir la typologie de 2010 comportent six variables pour les températures et huit pour les précipitations, dont les valeurs correspondent à la normale 1971-2000. Les sept principales variables caractérisant la commune sont présentées dans l'encadré ci-après.
| Paramètres climatiques communaux sur la période 1971-2000 - Moyenne annuelle de température : 13,2 °C - Nombre de jours avec une température inférieure à −5 °C : 2,3 j - Nombre de jours avec une température supérieure à 30 °C : 7,1 j - Amplitude thermique annuelle : 14,7 °C - Cumuls annuels de précipitation : 899 mm - Nombre de jours de précipitation en janvier : 10,9 j - Nombre de jours de précipitation en juillet : 6,5 j |

Avec le changement climatique, ces variables ont évolué. Une étude réalisée en 2014 par la Direction générale de l'Énergie et du Climat complétée par des études régionales prévoit en effet que la  température moyenne devrait croître et la pluviométrie moyenne baisser, avec toutefois de fortes variations régionales. La station météorologique de Météo-France installée sur la commune et mise en service en 1974 permet de connaître en continu l'évolution des indicateurs météorologiques. Le tableau détaillé pour la période 1981-2010 est présenté ci-après.
| Mois                                  | jan.             | fév.           | mars            | avril         | mai            | juin           | jui.            | août          | sep.          | oct.          | nov.          | déc.           | année      |
| ------------------------------------- | ---------------- | -------------- | --------------- | ------------- | -------------- | -------------- | --------------- | ------------- | ------------- | ------------- | ------------- | -------------- | ---------- |
| Température minimale moyenne (°C)     | 1,9              | 2,2            | 4,3             | 6,3           | 10             | 13,1           | 14,9            | 14,7          | 11,8          | 9,3           | 5             | 2,7            | 8          |
| Température moyenne (°C)              | 5,9              | 6,8            | 9,7             | 11,9          | 15,8           | 19,1           | 21,3            | 21,1          | 18,2          | 14,5          | 9,3           | 6,5            | 13,4       |
| Température maximale moyenne (°C)     | 10               | 11,5           | 15,2            | 17,6          | 21,5           | 25,1           | 27,6            | 27,5          | 24,6          | 19,8          | 13,5          | 10,3           | 18,7       |
| Record de froid (°C) date du record   | −17,1 16.01.1985 | −11,5 08.02.12 | −9,5 02.03.05   | −4 04.04.1996 | 0,8 08.05.1974 | 4,4 05.06.1976 | 7 08.07.1978    | 5 30.08.1986  | 2,5 25.09.02  | −3,5 26.10.03 | −8,5 18.11.07 | −11,5 18.12.01 | −17,1 1985 |
| Record de chaleur (°C) date du record | 22 13.01.1993    | 25 24.02.1990  | 28,2 21.03.1990 | 30,5 30.04.05 | 34,5 30.05.01  | 39 21.06.03    | 39,4 20.07.1989 | 41,5 04.08.03 | 35,5 05.09.06 | 33,5 04.10.04 | 25,5 01.11.20 | 23 17.12.1987  | 41,5 2003  |
| Précipitations (mm)                   | 80               | 71,6           | 65,1            | 83,9          | 76,7           | 65,7           | 50,8            | 64,5          | 65,2          | 84,5          | 91,9          | 84,9           | 884,8      |

## Urbanisme

### Typologie
Au 1er janvier 2024, Parleboscq est catégorisée commune rurale à habitat très dispersé, selon la nouvelle grille communale de densité à sept niveaux définie par l'Insee en 2022.
Elle est située hors unité urbaine et hors attraction des villes,.

### Occupation des sols

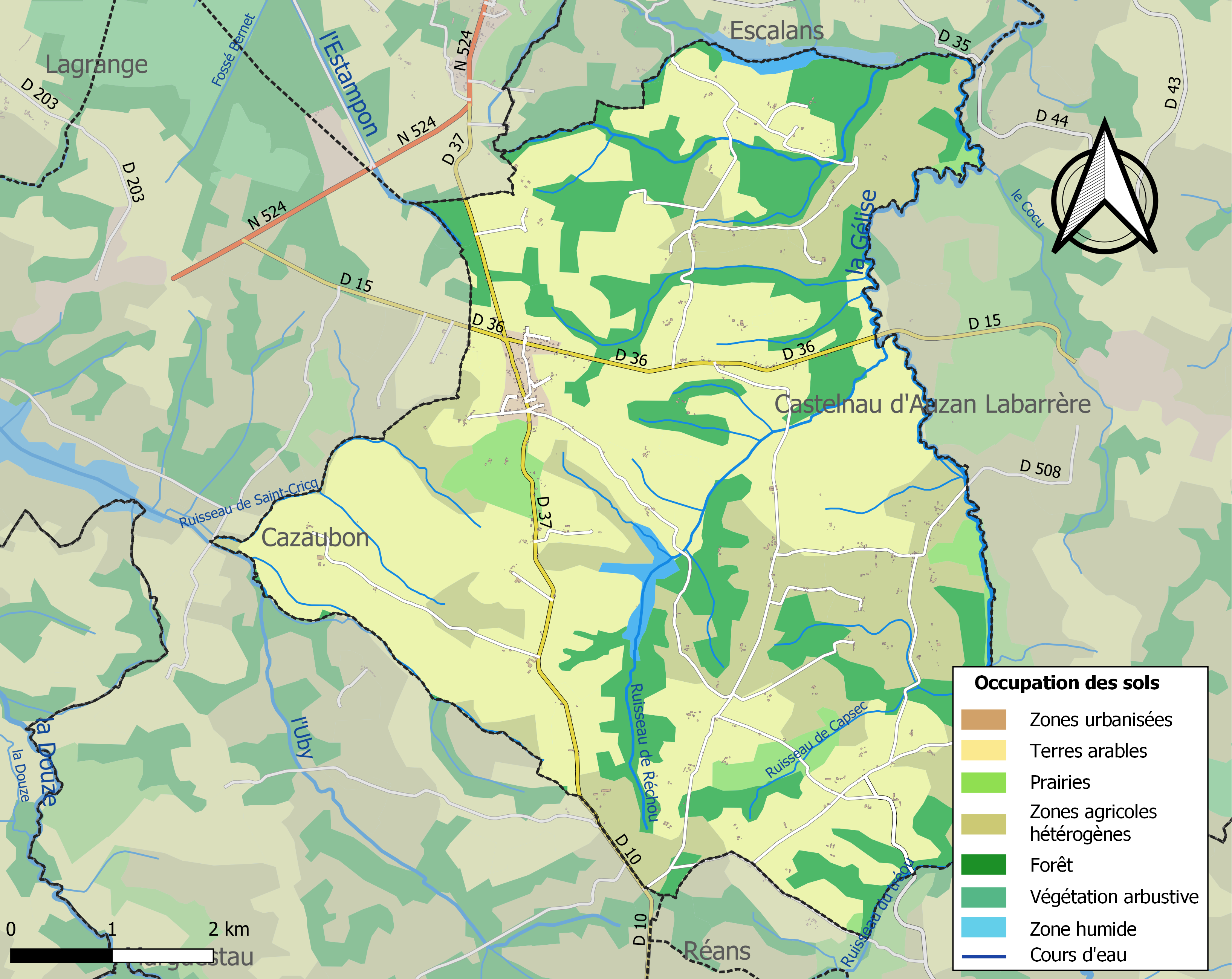
Carte des infrastructures et de l'occupation des sols de la commune en 2018 (CLC).

L'occupation des sols de la commune, telle qu'elle ressort de la base de données européenne d’occupation biophysique des sols Corine Land Cover (CLC), est marquée par l'importance des territoires agricoles (77 % en 2018), en diminution par rapport à 1990 (80,7 %). La répartition détaillée en 2018 est la suivante : 
terres arables (29 %), zones agricoles hétérogènes (22,3 %), cultures permanentes (22,2 %), forêts (21 %), prairies (3,6 %), eaux continentales (1,1 %), zones urbanisées (0,9 %). L'évolution de l’occupation des sols de la commune et de ses infrastructures peut être observée sur les différentes représentations cartographiques du territoire : la carte de Cassini (XVIIIe siècle), la carte d'état-major (1820-1866) et les cartes ou photos aériennes de l'IGN pour la période actuelle (1950 à aujourd'hui).

### Risques majeurs
Le territoire de la commune de Parleboscq est vulnérable à différents aléas naturels : météorologiques (tempête, orage, neige, grand froid, canicule ou sécheresse), feux de forêts, mouvements de terrains et séisme (sismicité très faible). Un site publié par le BRGM permet d'évaluer simplement et rapidement les risques d'un bien localisé soit par son adresse soit par le numéro de sa parcelle.
Parleboscq est exposée au risque de feu de forêt. Depuis le 20 avril 2016, les départements de la Gironde, des Landes et de Lot-et-Garonne disposent d’un règlement interdépartemental de protection de la forêt contre les incendies. Ce règlement vise à mieux prévenir les incendies de forêt, à faciliter les interventions des services et à limiter les conséquences, que ce soit par le débroussaillement, la limitation de l’apport du feu ou la réglementation des activités en forêt. Il définit en particulier cinq niveaux de vigilance croissants auxquels sont associés différentes mesures,.
Les mouvements de terrains susceptibles de se produire sur la commune sont des tassements différentiels.

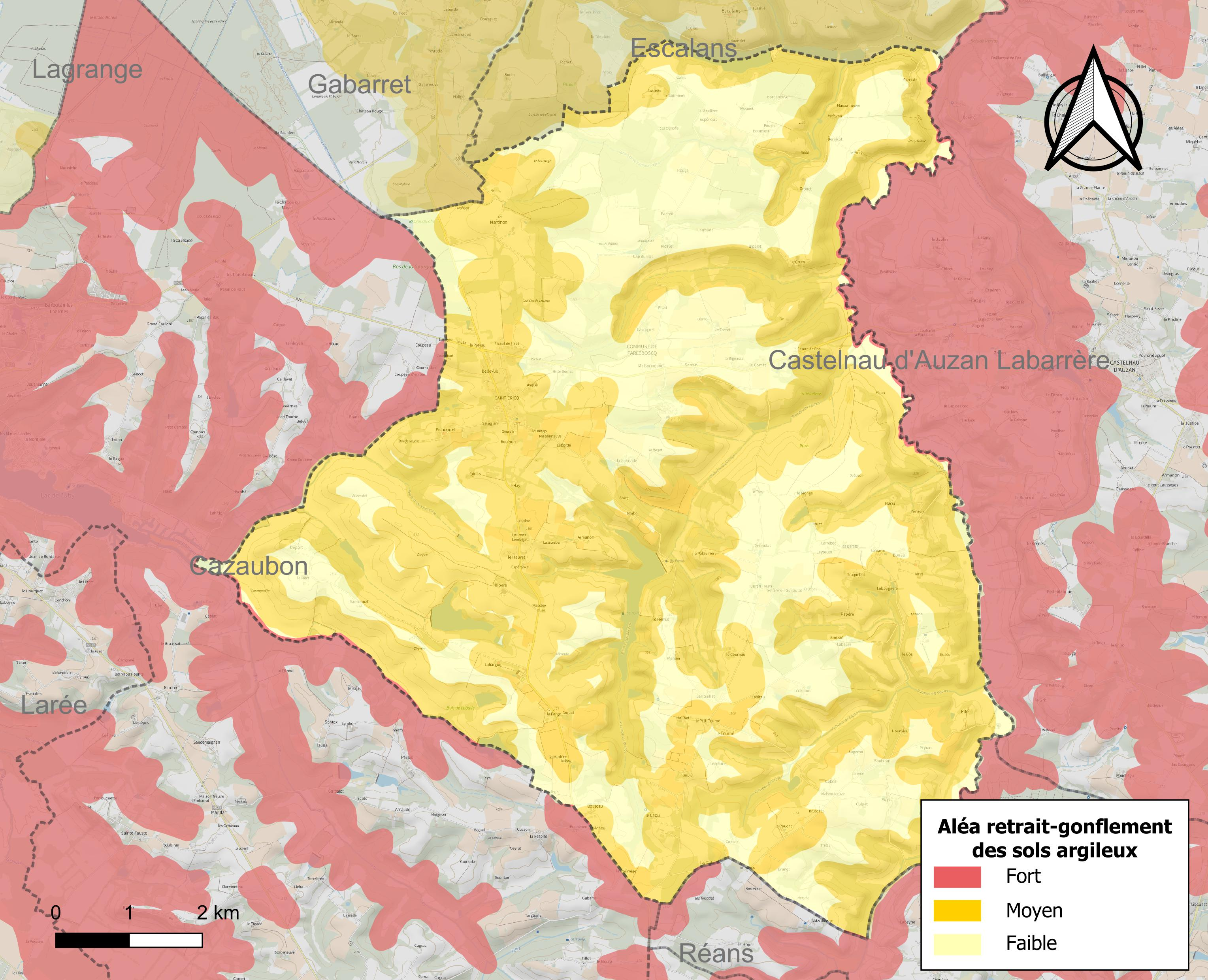
Carte des zones d'aléa retrait-gonflement des sols argileux de Parleboscq.

Le retrait-gonflement des sols argileux est susceptible d'engendrer des dommages importants aux bâtiments en cas d’alternance de périodes de sécheresse et de pluie. 66,6 % de la superficie communale est en aléa moyen ou fort (19,2 % au niveau départemental et 48,5 % au niveau national). Sur les 290 bâtiments dénombrés sur la commune en 2019, 193 sont en aléa moyen ou fort, soit 67 %, à comparer aux 17 % au niveau départemental et 54 % au niveau national. Une cartographie de l'exposition du territoire national au retrait gonflement des sols argileux est disponible sur le site du BRGM,.
La commune a été reconnue en état de catastrophe naturelle au titre des dommages causés par les inondations et coulées de boue survenues en 1999 et 2009, par la sécheresse en 1995, 2011 et 2017 et par des mouvements de terrain en 1999.

## Toponymie
La commune semble tirer son appellation des divers chemins empruntant de vieilles sentes forestières, qui desservaient ses sept modestes communautés paysannes et chrétiennes, dites "Bouau, Espéroux, Laballe, Mauras, Mura, Saint-Cricq et Sarran". Ces chemins, dénommés serrades s'ils suivent facilement les plateaux de faîte ou les crêtes entre septentrion et midi, la traversaient par le bois, trivialement "par le bosc" en ancien français. Le gentilé récent "persylvain" correspond à cette interprétation, avec une traduction à connotation religieuse ou latine générant la correspondance avec "per sylva", "par la forêt".
S'il n'est point relié aux chemins, le toponyme originel, parmi une foule d'autres voisins, relèverait, avant déformation, d'une activité de défrichement ou d'exploitation forestière, soit "pela-bosc" en gascon ou "pèle-bois" en ancien français. Les trois sites d'époque romaine, peu fréquents et de très faible ampleur, s'apparentent à des bergeries d'un lointain saltus ou à des abris saisonniers de charbonniers ou de bûcherons de la sylva antique. D'où l'hypothèse classique, applicable à toutes les terres lourdes médiévales, d'un premier défrichement tardif, au XIIe siècle et XIIIe siècle, des boulbènes froides et compactes sur sables fauves, avant une poursuite assidue jusqu'à l'époque moderne incluse.
Les terres communales étaient autrefois en marge du pays de Gabardan, relevant de la vicomté de Gabardan, entité médiévale insérée à l'époque moderne dans le vaste duché d'Albret. Les anciennes seigneuries subsidiaires semblent avoir été Estampon dans sa marge nord-ouest, Escalans en marge nord-est et Saint-Cricq avec le proche château de La Caze pour le reste. D'où logiquement le rattachement de la commune naissante au canton de Gabarret lors de la période révolutionnaire. Un chemin principal de hauteur, ancienne "serrade médiévale" passant par une succession d'anciens bois résiduels, reliait Gabarret, bourg centre du Gabardan à Eauze, capitale du Bas-Armagnac.

## Histoire
La contrée dépend, après la Conquête de César, de l'étroite cité des celtibères Sontiates ou Sotiates, en Aquitania. L'oppidum sotiates au Ier siècle s'élève sur un vaste plateau aménagé d'une quinzaine hectares, à une centaine de mètres au-dessus du cours de la rivière Gélise en son cours aval. Bien avant de devenir la Sottio médiévale, puis Sos dans le canton de Nérac, la cité contrôle une portion de la voie antique de la Garonne à l'Adour, partant d'Agen et amenant à Aire ou Tartas, et plus loin à Dax ou Bayonne. Plus au sud, à proximité des terres de la cité des Elusates, la contrée de Parleboscq semble marquer un couloir de migration des troupeaux bovins et ovins en marge du couloir de la Gélize. Au sud-est de la contrée, notez que Elusa ou Elsa, capitale de la civitas elusatum, dominant la Gélize, joue déjà un rôle attracteur ou fédérateur au sein de la Novempopulanie au début du second Empire romain, induisant une fusion précoce des deux cités celtibères. L'héritière de la métropole de la Provincia Novempopulania, Eauze, capitale de l'Armagnac viticole, n'est qu'à vingt kilomètres au sud de Sos.
L'invasion vascone de l'ancienne Novempopulanie aquitaine au VIe siècle, créant un grande Wasconie a réorganisé les attaches administratives et culturelles, ce qui explique le rattachement au population bordant la Douze et à Mont-de-Marsan, outre la perpétuation de l'ample dénomination de Gascogne et ses différents dialectes aquitains.
Partagées sur leurs terroirs montueux entre terres sablonneuses et terres plus profondes et argileuses propres aux champs, au moins sept communautés paysannes développent d'abord une viticulture vivrière, entre champs, landes et zones forestières ou de pacage, aux hauteurs sèches et aux fonds souvent humides. Sur des monticules isolés et artificiels, loin des habitations avec leurs cimetières, sont érigés progressivement à partir de la fin du XIIIe siècle six églises à Espérous, Saint-Cricq, Bouau, Mura, Sarran et Mauras. Les parcelles au soulan, à l'exposition propice, portent déjà des vignobles. Les meilleurs terres des hauteurs portent des blés, à commencer par le froment, mais aussi l'avoine et l'orge. Les terres meubles sur les pentes sont laissées en jachère, souvent après des cultures de fèves et de multiples légumes. Les petits bovins semblent proches de la race gasconne à muqueuses noires, les ovins participent déjà à des longues migrations qui les mènent au printemps vers le massif des Pyrénées, parfois aperçu sur les hauteurs.
La seigneurie excentrée de Lacaze a pris rang de marquisat, dans l'énumération des terres composant les bastilles de la vicomté de Marsan. Le 28 août 1330, le duc de Guyenne et roi de d'Angleterre, Édouard III, récompense le seigneur Guillaume de Lacaze pour les services rendus à sa couronne.

### Temps modernes
Le seigneur de Laballe apparaît en 1571 dans un rôle qui récapitule un regroupement de soixante lances placées sous la charge du prince du prince de Navarre. Y figurent François de Baylens, Bertrand de Marsan, Gaston de Roquefort, Louis de Peyrelongue, Antoine de Capdeville, Lambert de Saint-Maurice, Georges de Maillères, Jehan de Labastide, etc..   
L'époque moderne voit la multiplication de métairies ou bordes, et le perfectionnement de divers aménagements agricoles, associés à l'irruption de l'association culturale amérindienne maïs, haricots et courges, adoptée à la fin du XVIe siècle, avec l'élevage de volailles, de la poule gasconne aux oies et dindons, et de porcs proche de la variété de Miélan, ce qui amène la population à un niveau optimum estimé à 3000 habitants. Le jeune roi de Navarre Henri apprécie le château fortifié de Lacaze au cœur champêtre de Parleboscq, aujourd'hui à 2 km à l'est de la maison commune. Il y réside souvent, ce qui lui permet de rejoindre facilement ses palais à Pau et Nérac. La distillation des vins blancs s'impose pour mieux exporter. Le gavage des volailles, les bonnes années, apportent des graisses, confits et foie gras qui gagne les marchés lointains. Polyculture et élevages diversifiés sont une garantie pour échapper aux déterminismes dangereux des aléas climatiques, tout en gardant des réserves.
Le déclin démographique est ensuite amorcé par un puissant exode à la fin du XVIIIe siècle, relativement stabilisé au milieu du XIXe siècle, avant de reprendre à l'image des pays aquitains. La mutation paysagère drastique des grandes Landes, en plantation de forêt de pins spéculative, visant le rendement financier, entraine le déclin du pastoralisme, associé à ses étendues plates et marécageuses, non sans effet sur sa bordure orientale paysanne. Il ne reste plus au sortir de la Grande Guerre que 904 habitants, pour la plupart âgés. La fin de la civilisation de l'attelage, longtemps solidaire des transhumances pastorales, précipite à nouveau au sortir du second conflit mondial le déclin de la population, en partie enrayé durant l'entre-deux-guerres par une forte immigration.
Dans les années 1780, aucun sursaut éducatif ou rationnel n'est constaté au niveau de la politique publique, et les superstitions et l'ignorance paysannes des marges landaises progressent dans un monde emporté par un flux de revendication. L'école de Gabarret n'accueille que 12 garçons et 4 filles, celle de Parleboscq 23 garçons et une fille soit 40 élèves en 1789 pour cette seigneurie, un futur canton qui ne compte que deux écoles. La rétribution scolaire, de trente sous pour les petits disposant de rudiments de lecture et d'écriture, de quarante sous pour les grands sachant lire, écrire et chiffrer n'était autorisée envers le maître d'école qu'une fois l'acquisition constatée par l'écolâtre ou responsable d'école, qui était souvent le curé ou son vicaire.

### Époque contemporaine
Cette commune de Gascogne est fondée par la réunion de sept paroisses dont chaque église est peu ou prou conservée, selon l'influence et l'activité des communautés, devenues simples sections communales.
Le 15 vendémiaire an X, à trois heures de l'après midi, après avoir mis en ordre toutes ses affaires et confié son âme au curé de la paroisse, Joseph Forteron, ancien journalier de la commune décède à l'âge de 108 ans. Il était le chef d'une famille tranquille et unie, composée de deux de ses frères, âgés respectivement de 99 et 97 ans, et d'une belle-sœur de 83 ans, vivant dans une "petite faisande" appartenant au fils aîné de feu le propriétaire Doze, qui les avait rassemblés autrefois de son vivant pour tenir ses cultures.
Parleboscq est une commune du canton de Gabarret, dans la partie orientale de l'arrondissement de Mont-de-Marsan, à 52 km du chef-lieu et préfecture. Les lettres passent par le bureau postal de Gabarret, 7 km. Girault de Saint-Fargeau rappelle, en 1845, que la commune de 1359 habitants, abrite un château fort agréable, environné de jardins refermant une belle collection de plantes exotiques.
La distraction, opérée par loi souveraine de l'Assemblée le 5 février 1850 au profit du département des Landes, de la commune de Labastide-d'Armagnac de l'arrondissement de Condom, a suscité l'émoi du conseil d'arrondissement de Condom qui se juge spolié. Appuyé désormais par le conseil général du département du Gers, ce conseil réclame en échange immédiat, après la perte de 1695 habitants et de 6841 F de revenus, la commune de Parleboscq, arguant qu'elle forme une enclave topographique, qu'elle rompt de plus la continuité de la départementale n°15, qu'elle est surtout bien plus proche de Condom que de Mont-de-Marsan. Le 6 mars 1850, le conseil d'état, inflexible, ferme une discussion qui n'a pas lieu d'être. Le conseil d'arrondissement de Condom poursuit en solitaire, face à l'indifférence de Parlebosq, ses revendications velléitaires.
Début 1860, la commune affichant 1482 habitants est renommée pour sa riche végétation, ses excellents vignobles et la qualité supérieure de ses eaux-de-vie. La commune est traversée par deux routes rénovées depuis plus d'une décennie : celle de Gabarret à Eauze, et celle de Castelnau-d'Auzan à Dax, par Cazaubon, Estang, Le Houga, Aire etc. Le château de Lacaze, autrefois demeure du jeune roi de Navarre Henri, appartient à Monsieur Louis Adhémar de Guilloutet, membre du conseil général des Landes et propriétaire en titre du domaine depuis 1844. L'autre château remarquable de la commune se situe à Laballe, c'est une propriété de Monsieur Laudet, que son père marchand sous les Tropiques a acquise en s'installant à la fin de sa vie, et qui n'a point hésité à consacrer une forte somme à la réparation et l'embellissement de l'église, annexe de Saint-Cricq, s'élevant à proximité de sa splendide résidence. Monsieur et madame Laudet, Monsieur Guilloutet et Monsieur de Saint-Aubin, personnalités notables de la commune et de l'Empire, se sont inscrits parmi les premiers bienfaiteurs officiels du couvent hospice de Gabarret ou de l'asile cantonal, qui soulagent les misères des plus déshérités de ce temps de grande prospérité bourgeoise. La commune de Parleboscq possède sept églises, dont trois succursales, à savoir :
- Saran, dédiée à Notre-Dame de l'Assomption.
- Bouau, placée sous l'invocation de saint André
- Saint-Cricq qui honore spécialement le jeune martyr saint Cyr, devenu dans la langue gasconne saint Cricq.

Ancien député bonapartiste, Monsieur de Guilloutet défraye la chronique méridionale depuis la chute de l'Empire, il est devenu un personnage en affichant ses convictions politiques tout en appelant au respect du 'mur de la vie privée". Fêtant joyeusement dans un faste impérial en son castel de Lacaze le 15 août 1872, le noble descendant du savant Gaspard Monge avait hissé sur le toit de sa demeure un large drapeau marqué en lettre géante "Vive l'Empereur". Or les lanternes vénitiennes éclairant la superbe façade mirent le feu au beau drapeau impérial, alors que la modeste foule de Parleboscq, conviée aux miettes des agapes, s'exclamait non sans malice devant le feu aérien "Vive la République".
Le 14 novembre 1872, le tribunal civil de Mont-de-Marsan condamne à 400 F de dommages et intérêts le maire de Parleboscq, Louis Adhémar de Guilloutet, au profit du sieur Lagrave, instituteur à Sainte-Foy. Fervent bonapartiste, M. de Guilloutet engagé dans les élections du conseil général, ne souffre la moindre contestation, et se brouille avec l'instituteur Lagrave, indifférent. En colère, il s'acharne à obtenir sa destitution immédiate. Néanmoins, persécuté par la mairie ayant épluché sa modeste vie, les travaux diligentés pour agrandir sa salle de classe et autres menues dettes, l'instituteur, père de cinq enfants, est muté l'année suivante, grâce à l'intervention protectrice du préfet. Le maire, en accord avec ses créanciers, retient toutefois son mobilier par arrêté et organise une vente à vil prix. Plaideur de l'insolite action communale auprès du tribunal, le maire persécuteur ose défier, par écrit, le procureur, chargé de l'affaire et s'estime persécuté, objet de colère et de rancune, sans doute pour avoir été un soutien de l'Empire.
Début mai 1877, Louis Adhémar de Guilloutet, par ailleurs membre de la société d'agriculture des Landes, participe au concours de Toulouse, honoré d'y remporter un deuxième prix pour un puissant taureau bazadais et un premier pour une génisse de même race. La présidence de la société d'agriculture des Landes échoit en 1878 à Monsieur de Guilloutet, député et chef du parti conservateur dans les Landes. Les notables landais s'incarnent, comme le souligne Pierre Féral, dans cet aristocrate, aux belles manières, à la haute stature, qui joint à la prestance la cordialité de l'accueil. L'étable de l'honorable député et éleveur compte de magnifiques sujets de la race bazadaise, traditionnellement employés pour le transport des vins d'Armagnac vers Mont-de-Marsan. Monsieur de Guilloutet, président de la société d'agriculture, rafle les premières primes bovines bazadaises à Pau en 1881. En 1882, Louis Féral, conseiller général de la Haute Garonne, décerne à sa ferme de la réserve à Maisonneuve la prime d'honneur, lui faisant compliment d'avoir introduit à Parlebosq l'assolement triennal et surtout d'avoir concentré en de vastes parcelles un terroir initialement émietté de bocage et de petites borderies. 
Parleboscq n'est pas une commune isolée en Aquitaine, comme le signale le samedi 4 août 1877 la vente par licitation ordonnée par le tribunal civil de Condom des biens immobiliers, dispersés entre Mauléon-Barousse et Castelnau-d'Auzan, dernier atelier de feu le forgeron Bertrand Casties. Léon Castiès, son parent également forgeron, qui réside au hameau Bouau est cité parmi les témoins de la famille étendue, le plus souvent forgeron, maréchal-ferrant ou charron, entre Pyrénées et Charente inférieure, voire la Loire-Inférieure.
Le 5 janvier 1880, par arrêté préfectoral, Louis Adhémar Guilloutet, maire de Parlebosq, par ailleurs député bonapartiste des Landes, est suspendu pour trois mois d'exercices de ses fonctions de maire, pour avoir laissé déprécier, en termes injurieux, la constitution des comités de secours communaux sous l'égide de l'administration. Il s'agit de communes dépourvus de bureau de bienfaisance et d'hospices. Début décembre 1883, Monsieur de Guilloutet, désavoué par son conseil sur des décisions impératives ou autoritaires, choisit un retrait outragé, et démissionne de sa fonction de premier magistrat de la commune, malgré les protestations d'amitié de son conseil.
Le prêtre Martinou, ordonné le 11 juin 1881, commence à desservir la paroisse de Sarran-Parlebosq, en tant que simple vicaire pendant deux ans. Au terme d'une carrière itinérante comportant six mutations dans le diocèse de Mont-de-Marsan, il s'éteint à 58 ans curé doyen de Gabarret, souffrant, malade mis au repos dans sa famille à Arrens le 30 août 1915.
Janvier 1885, la mairie de Parleboscq entreprend la construction d'une école de filles. La municipalité profite des généreuses lois ferrystes du début de la décennie, favorisant la scolarisation et son équipement.
Monsieur Sourbès, propriétaire à Parleboscq estime avoir subi les désagréments du redressement du chemin vicinal n°7, par ailleurs unanimement approuvé par la commune et sa population. Sa demande de pourvoi, invoquant sa lésion de propriété (estimé à 60 F déjà remboursés) et des dépenses excessives de la commune sur cette réfection, est rejetée le 14 avril 1885, car la deuxième commission départementale a suivi bien la procédure légale, autant par l'affichage légale que la période d'enquête où Sourbès est resté silencieux. Le dossier réétudié par la première commission est approuvé.
Le 23 août 1882, le viticulteur vigilant Adhémar de Guilloutet alerte ces collègues du conseil général des Landes sur la présence constatée du phylloxéra dans les communes limitrophes de Parlebosq. Alors que Castelnau, Eauze, Escalans, communes formant trois côtés sur quatre de celle de Parleboscq, sont déjà partiellement touchées, il faut attendre l'année 1890 pour que son vaste vignoble soit atteint irrémédiablement et dévasté après 1891. La discontinuité des vignobles landais peu favorable à l'insecte hypogé, les vents dominants défavorables à l'essaimage des insectes ailés, la paralysie de la contamination par l'humidité et surtout les terres sableuses, favorisant par leur capillarité la remontée des eaux d'infiltration jusqu'au racine du cep expliquent cette surprenante lenteur de diffusion landaise. Dès 1883, le président de la société d'agriculture des Landes Guilloutet exprime au nom de ses membres le vœu de la création d'une pépinière départementale de plants américains, pour observer le potentiel des souches résistantes, sans contaminer les centres vinicoles encore indemnes. Dès les années 1890, ce savant agronome reconstitue en propriétaire pionnier et exemplaire, sur plants américains, usités comme support de greffe, son vignoble. En 1900, trois ans avant la disparition du vieux grand propriétaire Louis Adhémar de Guilloutet, le canton de Gabarret offre le premier vignoble de reconstitution landais.
Juste à la fin des années 1890, le dictionnaire géographique et administratif décrit une commune étendue sur 4005 ha, accueillant 1215 habitants et générant 8771 F de revenus, dont la mairie, proche de l'église principale accolée à son cimetière, se placent au faîte à environ 160 m d'altitude entre la vallée de la Gélise, rivière du bassin garonnais éloignée de 4 km et le vallon du Luby qui court à la Douze, rivière du bassin de l'Adour. Il existe deux écoles publiques et un bureau de bienfaisance. Les eaux de vie y sont excellentes. Gabarret chef de canton au nord est à 6 km, alors que Mont-de-Marsan est désormais, après rectification des routes, à 51 km plus à l'est.
Dimanche 18 février 1894, à neuf heures du soir, un domestique d'Eauze âgé de vingt ans, nommé Lafitte, qui tentait de parvenir à la fenêtre de la chambre à coucher de la jeune Louise Comères, âgée de 18 ans, a reçu du père de la mineure, sur son flanc gauche un puissant projectile d'un fusil de chasse. Après avoir reçu du père Comères farouche, une invitation à déguerpir, suivi d'une menace de coup de feu mortel, le jeune homme était demeuré goguenard et incrédule à moins de six mètres de la bouche du canon. Le père de famille a été arrêté pour crime de sang. Une rumeur tenace affirme que l'amoureux éconduit, désormais blessé grièvement entre la vie et la mort, n'était pas un gentil valentin, mais un dangereux et impénitent harceleur de filles, menaçant de mort lui aussi ses victimes choisies.
Deux gendarmes de la brigade de Gabarret, en tournée sur la commune de Parleboscq, ont opéré une saisie imprévue de 36 hl de vins le mardi 17 avril 1894. Ils aperçoivent d'abord au loin deux bouviers transportant sur deux attelages six pièces de vins, en futaille de mi-muids, qui filent enfermer tout leur attirail dans une grange appartenant à Monsieur de Guilloutet, voisine de la route et reviennent épier, comme si de rien n'était, la maréchaussée. Feignant n'avoir rien vu du manège des sieurs Faubet et Maulon, plus tard identifiés, les gendarmes poursuivent leur parcours habituel, s'en retournant paisiblement vers l'horizon septentrional de Gabarret. Rebroussant chemin en tournant bride, les gendarmes reviennent au galop et découvrent la grange vide. Mais, informé, il découvre aussi vite les deux attelages avec cinq fûts hâtivement déchargés pêle-mêle à l'entrée du chai du domaine de Lacaze, propriété du marquis Adhémar de Guilloutet, ancien député bonapartiste. Les quatre individus qui s'affairent à une tâche pressante sont mis aux arrêts et placés en garde à vue. Mais à part le sieur Maulon, moins prompt, arrêté, ils ont détalé comme des lapins. Le sieur Dorbes, associé du marquis, et le marquis lui-même, les deux responsables sont absents, le premier serait en possession des papiers autorisant l'expédition et la circulation des spiritueux. Le sieur Maulon, ému aux larmes, bafouille désormais un jargon incompréhensible : les gendarmes lui ordonnent d'apporter illico presto le sixième fût encore présent sur la dernière charrette pour supervision et saisie au bureau de la régie de Parleboscq. Survient inopinément le sieur Dorbes qui, avec un ton véhément, réprimandent les bouviers de n'avoir point conduit à destination vers Condom leur chargement autorisé. Mais nullement dupes de cette comédie, les gendarmes prononcent la saisie des pièces de vins en transit illégal ou frauduleux et en particulier des deux attelages estimés à dix sept cent francs.
Mi juin 1900, Jean Fontan, personne honorablement connue, domestique chez Monsieur de Guilloutet à Parlebosq, passe au tribunal correctionnel de Condom, inculpé d'avoir dans la journée du 6 mai commis un double vote, puisqu'il était inscrit à la fois sur les listes électorales de Parleboscq et de Castelnau-d'Auzan. Malgré l'excellente plaidoirie de maître E. Dugros, le tribunal exprimant ses regrets ne relaxa point l'inculpé, et lui infligea une simple amende de 16 F, avec application de la loi Bérenger.

#### XXesiècle
Le meurtre de Jean Laffargue par son gendre, le cultivateur Jean Labasse, suscite l'émoi de la paisible commune de Parleboscq en novembre 1901. Les deux hommes, fréquemment en désaccord sur la gestion des biens familiaux, étaient connus par leurs relations ombrageuses, mais les altercations devenaient véhémentes : Jean Labasse est condamné pour coups et blessure envers son beau-père le 10 septembre 1901 par le tribunal correctionnel de Mont-de-Marsan. Le mardi 19 novembre, la rixe fatale se produit en soirée, en dépit de la présence familiale, impuissante à calmer l'ardeur des deux protagonistes : le beau-père furieux de propos blessants saisit un petit pistolet et tente d'atteindre par deux fois son gendre. Ce dernier, légèrement blessé, devient fou de colère et réplique en prenant un fusil de chasse chargé qu'il décharge à bout portant sur son agresseur, le marquant de deux blessures béantes qui laissent couler un sang abondant. Une demi-heure plus tard, Jean Laffargue agonise, entouré de sa famille épouvantée. Le meurtrier, désormais ostracisé par les nombreux témoins, se rend à la gendarmerie de Gabarret qui informe aussitôt et le parquet de Mont-de-Marsan et le médecin légiste Cola.
En décembre 1907, la commission de délimitation de l'Armagnac réunie à Condom fixe définitivement son terroir viticole et agricole. Elle comprend toute la rive gauche du Gers, et en la rive droite, les cantons de Masseube, Auch, Lectoure et Fleurance. Dans les Landes, une partie de la commune d'Aire en rive droite de l'Adour et la section de Mole et la commune de Cazères, mais aussi les communes de Lussagnet, Castanet, Levigneau, Saint Gein, la route de Pau à Bordeaux devant formulé la limite jusqu'à Créons. Plus au nord, citons les communes landaises de Gabarret, Escalans, Créons, Mauvezin, Betbezer, Parleboscq, Lagrange, Saint-Julien et Arrouil. Enfin, dans le Lot-et-Garonne, rappelons les cantons entiers de Mézin, Francescas, Nérac, Lavardac et les communes de Durance et Laplume.
La commune fait partie, d'après la délimitation légale du 25 mai 1909, du Bas-Armagnac, terroir comprenant 90 communes, dont 65 sont présentes dans le Gers et seulement 25 dans les Landes. Elle fait partie au XXe siècle du canton de Gabarret, qui comprend en outre Escalans, Créon, Lagrange, Mauvezin, Saint-Julien et Betbezer. Le Bas-Armagnac reste un petit pays essentiellement agricole, pratiquant élevage et polyculture, dans l'entre-deux-guerres, la culture la plus importante en 1928 est toutefois la vigne, malgré une présence limitée à un huitième du terroir. Le piquepoult, appellation locale de la Folle-blanche, est longtemps resté le cépage préféré, apte à produire des eaux-de-vie de qualité. Il a été remplacé par un de ses rejetons, le Baco 22A et par d'autres cépages comme le saint-émilion, au milieu du XXe siècle.
Escalans et Parleboscq ont été reconnues, en particulier, communes sinistrées par les inondations de début 1910. L'armée de terre et la marine pourront accordées un sursis de convocation dans les réserves aux jeunes gens réservistes de ces communes landaises de la 18e région militaire, s'il est justifié.
En août 1911, par décision de l'évêque de Mont-de-Marsan, l'abbé Descoubès vicaire à Saint-Jean-d'Août est nommé de Saint-Cricq-Parleboscq alors que le précédent titulaire de la cure, l'abbé Castaing est transféré à Bourdalat. La mairie de Parleboscq lance le 30 juin 1912 la construction d'une salle de classe avec logement du maître et dépendances, pour un montant prévu de 15550 F. 
Jean Broua, originaire de Parleboscq, incorporé au 49e d'infanterie, figure parmi les prisonniers de guerre internés à Guben durant l'été 1916 
Durant l'automne de l'année 1916, alors que les affres de la guerre marquent durablement les Balkans, sans oublier les famines et persécutions religieuses, d'ampleur inégalée contre les chrétiens, en Asie mineure ou Proche-Orient, Madame de Perricot, paisible donatrice catholique des missions et écoles d'Orient, dirigée par feu le marquis de Vogüé, décède à Parleboscq.
Le château historique de la Case, et son domaine confié à un régisseur, rassemblant plus de 583 hectares, est entièrement mis en adjudication le mercredi 28 février 1923, par l'étude de maître Henri Marie Edmond de Chauveron, avoué à Paris, 41 avenue Montaigne, département de la Seine. La vente sur licitation en un seul lot à partir de 900 000 francs est au plus offrant et dernier enchérisseur. Le matériel agricole et viticole, le cheptel vif et inanimé et tous les immeubles attachés aux cultures et à l'exploitation des métairies sont concernés, mais les biens meubles, meubles meublant et autres objets mobilier du château et dépendances, ne sont pas retenus pour cette vente. Entouré de larges fossés, le château est construit en brique, en pierre de taille et moellons, dans un style mêlé associant roman et gothique. La façade principale, comprenant vingt-sept ouvertures de toutes tailles et styles, prend la forme d'un demi-cercle, avec deux demi-tours reliées entre elles par un pan de mur droit. Un pavillon isolé, une orangerie, une vaste construction abritant des écuries, sellier et remises, grenier au-dessus, constituent les communs du château. Au-delà des cours et des avenues ou voies bordées de massifs jardinés et de pelouses, agrémentés de sources et de pièces d'eau se trouve un grand parc couvert de chênes, hêtres, platanes, marronniers, bouleaux, sapins et autres grands d'essences rares. Les jardins et les vergers sont accessibles à proximité, ainsi que deux vastes constructions, une à usage de chai et de distillerie pour la production viticole, l'autre servant de logement aux personnels et domestiques, sous des greniers à céréales et à fourrages, en liaison avec des étables, pigeonniers et volières. Au lieu-dit Maisonneuve, diverses maisons, étables et bâtiments s'occupent de la fraction personnelle ou domaniale de la propriété. Ailleurs les métairies associées à leurs terres de culture, leurs vignes et leurs prés, brasseries et autres centres d'exploitations comme des ateliers, forges, carrières et tuileries, moulin à force hydraulique de l'ancien grand domaine sont présents dans les écarts ou lieux-dits de Bourdiou, Naou, Cap de l'Allée, Maignos, Comté, Tuilerie, Bégué, la Haget, Bernadot, Puzo, Trey, Bidet, Monge, Pichet, Sabazan, sans oublier La Forge (près de l'église de Saran) et le Moulin de Lanclade sur la Gélise. Complétant l'implantation immobilière citons aussi des vignobles aux plants français et plants franco-américain, des terres de pacages et des prés de fauche, bois et landes, desservies par des chemins et sentiers communs. L'ensemble couvre de multiples parcelles du cadastre de Parleboscq, 250 souvent contigües en section C, 25 en section D, 8 en section E, 30 continues en section J, plus de 160 en section K, une seulement en section H. Notons une parcelle consignée en section D du cadastre de Cazaubon.
L'action desséchante du vent d'autan dès juillet et surtout les orages d'été, déversant parfois une terrible grêle destructrice, n'est guère idyllique pour le lent mûrissement des récoltes. Les premiers agriculteurs d'origine italienne des années vingt comprennent vite l'importance des variétés précoces de blé ou de froment ou de plantations tardives peu exigeante en eau, d'autant plus que les assureurs refusent depuis des décennies d'assurer les productions locales. De modestes aménagements hydrauliques, avec réservoirs gardés en hauteur, permettent de fournir une irrigation au maïs, mais les météores dévastateurs restent imparables.
À la fin de la Belle Époque, outre ses châteaux, Parleboscq compte déjà de belles résidences secondaires. S'y installent des retraités aquitains en quête de ruralité paisible. Le vendredi 5 octobre 1923, le professeur honoraire C. O. Lalesque décède subitement dans sa propriété de Mauras. En janvier 1928, la fondation Saulnier de Cognac attribue un des trois prix de 5 000 francs hors Charente à la famille persylvaine de Jean Lassus, comptant encore dix enfants vivants et deux morts pour la France.
Au début des années trente, Fernand Laudet fait connaître à ses lecteurs la vie de son vénérable arrière grand-père Jean Dominique Laudet (1761-1849). Le livre intitulée L'Armagnac il y a cent ans raconte le passé des environs de Parleboscq puisque l'aïeul, parti vivre dans les Antilles et ayant fait fortune comme armateur, revient finalement au pays gascon natal, d'abord à Mirande, puis à Parleboscq après avoir fixer sa famille au château de Laballe sur le vaste domaine qu'il acquit. Le rédacteur de la revue des instituteurs, rejetant les gloses pointillistes et les détails religieux, comme l'adhésion franc-maçonne de Jean Dominique, apprécie à l'évidence la vive biographie brossée de l'ancêtre, l'évocation de sa formation aux humanités, les aléas du commerce, les incertitudes et les labeurs de la campagne gasconne d'antan, l'emploi des papiers et correspondances diverses pour narrer son ultime installation de grand propriétaire d'Armagnac, les coutumes gasconnes, les salaires, les prix de l'alcool et des vins, sans oublier les journaux, les livres et la formation d'un réseau de relations sociales.
Début novembre 1936, une délégation du parquet de Mont-de-Marsan, assisté d'un médecin légiste, défraie la chronique locale, en exhumant le corps de Robert Carboue, afin de procéder à une autopsie tardive du cadavre extrait de la tombe. Décédé officiellement d'un accident de chasse, deux ans auparavant, en novembre 1934, Robert Carboue suscitait polémique, une rumeur publique faisant enfler la thèse criminelle d'un homicide. L'examen du crâne confirma que le coup de fusil avait atteint la victime par derrière, de haut en bas. La blessure mortelle n'a pas pu provenir de l'arme porté en bandoulière, ni d'un geste maladroit ou volontaire, par suicide, du chasseur. L'enquête sur ce meurtre ou accident de chasse est largement compromise par le délai du constat de circonstance suspecte.
Durant l'entre-deux-guerres, loisirs et pratiques sportives au sein d'associations landaises se généralisent, voire s'intensifient au fil des ans. L'Avenir de Parleboscq, société sportive, promeut le basket-ball landais en croissance à la fin des années trente ; ses membres hommes ou femmes portent les couleurs bleu et blanc, sur le terrain dit de l'Avenir de Parleboscq. L'augmentation régulière des tarifs ferroviaires en 1938 ne favorise pourtant pas la participation massive aux multiples compétitions sportives. Le transport par autobus y supplée en partie. L'ombre menaçante de la guerre n'empêche nullement les compétitions sportives locales : une course cycliste est organisée le 19 juin 1939 à Parleboscq-Saint-Cricq. Une vingtaine de coureurs chevronnés participe à cette épreuve locale, applaudi par une foule énorme, éprise de ce sport. Animé longtemps par les valeureux Tastet du cyclo-club de Mont-de-Marsan et Lagardesse du vélo-club de Monrepos qui terminent respectivement à la sixième et septième place, la course se conclut par un petit sprint remporté par Robert Téchené, également du cyclo-club montois.
En été 1939, les habitants évacués de Wentzwiller (Haut-Rhin) sont installés à Parleboscq, Escalans et Villeneuve.
En 1941, après les réquisitions de la guerre, Parleboscq pour ses champs et ses vignes manque d'animaux de trait. En automne 1941, C. G. vannier à Eauze se rend à Parleboscq pour vendre un cheval, mais la transaction découverte est illégale puisque le vendeur ne dispose pas de carte professionnelle. Alors que la guerre se poursuit sur le front en URSS après la victoire allemande à Rostov, l'avocat, Maître Guiberre, obtient la relaxe du prévenu, qui accepte le paiement d'une amende de 50 F.
La société sportive, Avenir (sic) à Parleboscq s'affilie en 1941 à la Fédération gymnastique et sportive des patronages de France, la demande fortement suggérée par le régime de Vichy est acceptée en séance de la FGSPF le 10 juin 1941.
Le ministère de l'intérieur, par décret du 22 novembre 1950, récompense les actes de courage et de dévouements des sapeurs-pompiers engagés dans les terribles incendies de Gasgogne. Une médaille de bronze est attribuée à Elie Sourbet, et des lettres personnelles de félicitations à Gabriel Ducor, Robert Duffour, Louis Lafargue, Gabriel Lagarde, Maxime Lescure résident de la maison Tastet, Pierre Salazar habitant au lieu-dit Cap du Bos, et enfin Jules Tintané au lieu-dit Saint Cincq, tous demeurant sur la commune de Parlebosq.

### Patrimoine
L'église de Saint-Cricq est la seule église paroissiale, elle est inscrite à l'inventaire des Monuments Historiques, à l'instar de celle de Sarran interdite à la visite. Le château de Lacaze, bâtisse du XVIe siècle, au portail monumental, permet l'accès au domaine et dresse derrière ses tourelles crénelées une tour-donjon cylindrique. Le château de Laballe, ancienne propriété de Fernand Laudet, est un ancien domaine producteur d'Armagnac de la région et continue d'en produire[réf. nécessaire].

## Politique et administration
| Période                                  | Période  | Identité      | Étiquette | Qualité             |
| ---------------------------------------- | -------- | ------------- | --------- | ------------------- |
| mars 2001                                | 2008     | Jean Niney    |           |                     |
| mars 2008                                | En cours | Serge Tintané | DVG       | Exploitant agricole |
| Les données manquantes sont à compléter. |          |               |           |                     |

## Démographie
| 1793  | 1800  | 1806  | 1821  | 1831  | 1836  | 1841  | 1846  | 1851  |
| ----- | ----- | ----- | ----- | ----- | ----- | ----- | ----- | ----- |
| 2 702 | 1 562 | 1 330 | 1 211 | 1 365 | 1 428 | 1 359 | 1 452 | 1 455 |

| 1856  | 1861  | 1866  | 1872  | 1876  | 1881  | 1886  | 1891  | 1896  |
| ----- | ----- | ----- | ----- | ----- | ----- | ----- | ----- | ----- |
| 1 482 | 1 547 | 1 575 | 1 402 | 1 290 | 1 276 | 1 301 | 1 230 | 1 215 |

| 1901  | 1906  | 1911  | 1921 | 1926 | 1931 | 1936 | 1946 | 1954 |
| ----- | ----- | ----- | ---- | ---- | ---- | ---- | ---- | ---- |
| 1 141 | 1 054 | 1 029 | 904  | 986  | 967  | 884  | 900  | 880  |

| 1962 | 1968 | 1975 | 1982 | 1990 | 1999 | 2006 | 2011 | 2016 |
| ---- | ---- | ---- | ---- | ---- | ---- | ---- | ---- | ---- |
| 705  | 653  | 554  | 541  | 550  | 504  | 508  | 507  | 505  |

| 2021 | 2022 | - | - | - | - | - | - | - |
| ---- | ---- | - | - | - | - | - | - | - |
| 471  | 454  | - | - | - | - | - | - | - |

## Lieux et monuments
Les sept églises de Parleboscq :

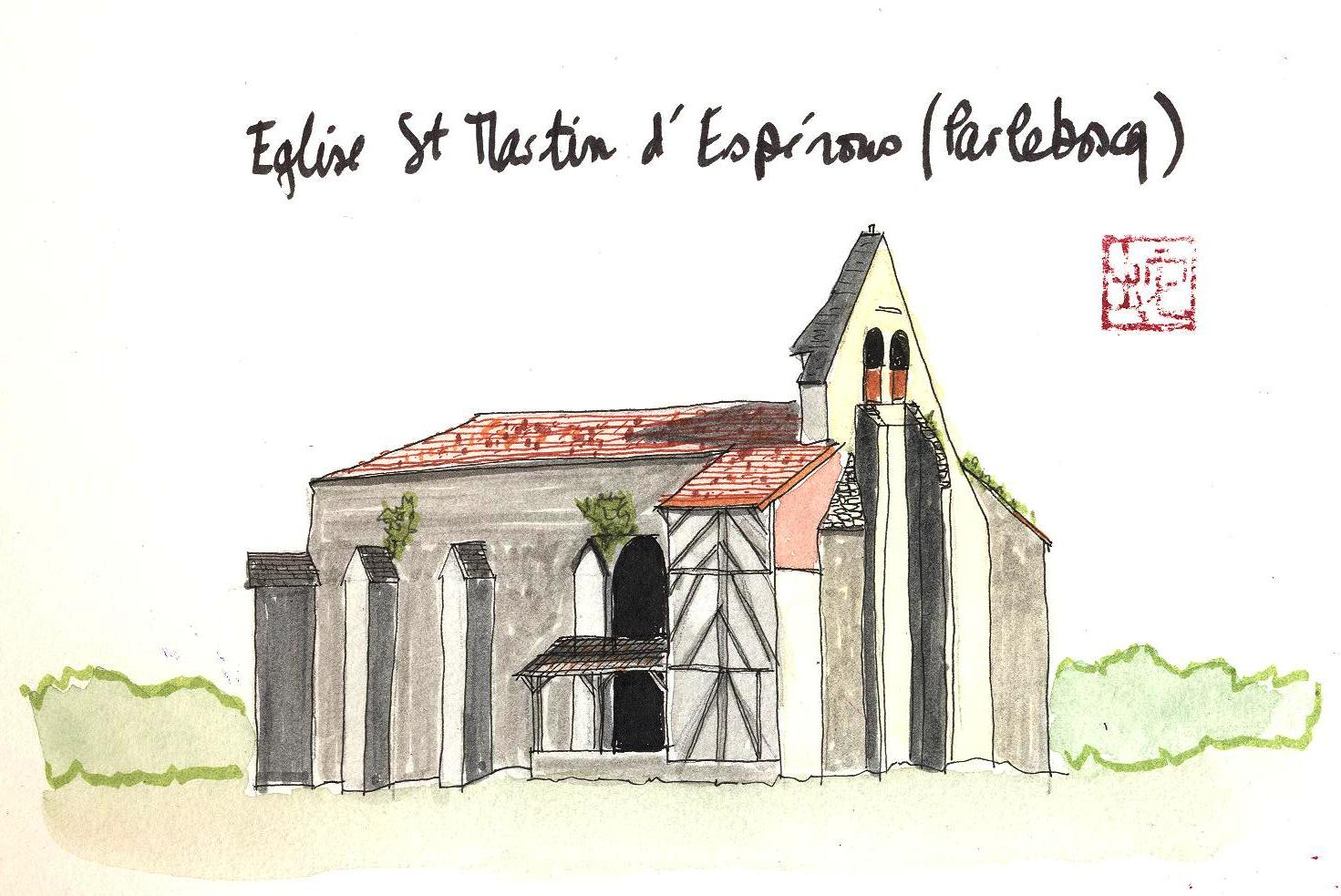
Aquarelle de l'église Saint-Martin d'Espérous à Parleboscq.

La commune de Parleboscq est née de la réunion de sept paroisses dont chaque église est conservée dans un état variable, allant de la restauration totale prise en charge par les monuments historiques ou des fondations privées (Saint-Michel de Laballe, Saint-Cricq) à l'abandon à l'état de ruines.
- Église de Saint-Cricq : bâtie en pierre, elle est pourvue d'un robuste clocher-tour flanqué d'une tourelle octogonale rajoutée au XVIe siècle. La date de réfection de la voûte apparaît sur une clé : 1749. L'édifice est inscrit aux Monuments Historiques. Construction : XIIIe au XVIe siècle. Restaurée au XVIe siècle et en 1999 (durée des travaux : 10 ans). Ouverte au public de mai à septembre avec visite guidée tous les mercredis de 15 h à 19 h ;
- Église de Sarran : situé en contrebas, l'édifice date du XIVe siècle et figure à l'inventaire des MH. Il est doté d'une tour hexagonale au toit pointu. Construction : XIIe et XIIIe siècles. L'église est fermée depuis 1999 sur décision de l'architecte des Monuments historiques à cause de profondes fissures apparues dans les voûtes nécessitant des travaux de sauvegarde ;
- Église Saint-Martin d'Espérous :  au nord de la commune, elle apparaît sur une petite butte. Construit au XIIIe, restauré au XVIe siècle cet édifice conserve de belles clés de voûte. Architecture à colombages, torchis et briquettes ; XIVe et XVIe siècles puis XIXe siècle ;
- Église Notre-Dame de Mauras : en bordure de la commune, cet édifice sans toit, conserve, malgré son état de décrépitude des éléments d'architecture intéressants. Construction : XIVe et XVIe siècles. En ruine ;
- Église Saint-André de Bouau : l'édifice est imposant, avec un portail gothique flamboyant, et au-dessus du chœur, une voûte nervurée avec clés décorées ;
- Église Saint-Michel de Laballe : au nord-est du château du même nom, cet édifice fut construit au XIVe siècle et doté, deux siècles plus tard, d'une tour carrée. Restaurée au milieu du XIXe siècle, l'année 1637 apparaît sur une pierre du mur sud de la nef. Elle a été récemment restaurée par l'association pour la sauvegarde de l'église de Saint-Michel de Laballe et autres églises de Parleboscq, association fondée par Hubert Cuirot ;
- Église Saint-Jean-Baptiste de Mura : envahie par la végétation et notamment le lierre qui la recouvre, l'église n'est plus aujourd'hui qu'une ruine. Le portail massif s'apparente à ceux d'autres églises de Parleboscq avec arc en accolade et pinacles.
- Images et petit histoire sur les 7 églises de Parleboscq
- « P : Parleboscq (Le), le cimetière des églises des Landes », sur Blogspot.fr (consulté le 23 juillet 2020)

Les deux châteaux de Parleboscq :
- Le château de Lacaze était, au cours des siècles précédents une maison forte gasconne, résidence de féodaux. Cette demeure fortifiée pouvait résister à une attaque de brigands. Elle était inefficace contre une véritable armée. La construction va subir, au cours des ans, de nombreuses et importantes modifications. Elle est implantée, non pas sur une hauteur, mais sur un plateau pris entre deux ravins convergents. Sa défense était assurée par de profonds fossés, qu'un pont-levis enjambait. Les tours avaient une fonction de guet, au-dessus d'un corps de logis s'élevant à 16 mètres.
- Le château de Laballe, ancienne propriété de l'écrivain et diplomate Fernand Laudet.

Le moulin
- Ancien moulin à vent de Parleboscq.

## Personnalités liées à la commune
- Denis Charles Henri Gauldrée-Boileau, marquis de Lacaze, député des Landes de 1822 à 1827.
- Adhémar de Guilloutet, également prénommé Louis, ancien propriétaire du château de Lacaze, marquis de Guilloutet, célèbre maire de la commune et député bonapartiste.
- Fernand Laudet, écrivain, membre de l'Institut et décédé en novembre 1933 dans un accident à Parleboscq, banal accrochage de sa voiture avec une camionnette, à la sortie de Gabarret, en sortant de la messe et à 5 km de son château de Laballe[86].